# Mariposa County
Mariposa County er et amt beliggende for foden af Sierra Nevada-bjergene, i den centrale del af den amerikanske delstat Californien. Hovedbyen i amtet er Mariposa. I år 2010 havde amtet 18.251 indbyggere. Den centrale del af Yosemite National Park er beliggende i den østlige del af amtet.

## Historie
Amtet er ét af de oprindelige i Californien, grundlagt 18. februar 1850 som det største i hele delstaten. Siden har Mariposa givet afkald på areal til 12 amter.

## Geografi
Ifølge United States Census Bureau er Mariposas totale areal på 3.788,6 km², hvoraf de 30,2 km² er vand. 

### Grænsende amter
- Tuolumne County - nord
- Merced County - vest
- Madera County - syd, øst
- Stanislaus County - nordvest

### Byer i Mariposa
| - Bear Valley - Bootjack - Buck Meadows - Catheys Valley - Coulterville - El Portal - Fish Camp | - Greeley Hill - Hornitos - Lake Don Pedro - Mariposa - Midpines - Wawona - Yosemite Valley |